# 鄱江號巡邏艦 (1999年)
鄱江號巡邏艦（舷號：PGG-614），為中華民國海軍錦江級巡邏艦十號艦，由中國造船公司（今台灣國際造船）建造並用於用於近海巡邏，建成時艦上火力僅配備火炮，完成加裝雄風三型反艦飛彈後火力大幅增加；鄱江軍艦隸屬海軍一三一艦隊。

## 艦歷
1999年3月1日開工，同年8月30日安放龍骨。
1999年12月22日鄱江艦下水。
2000年6月29日交艦。
2000年7月21日，鄱江軍艦與昌江軍艦、珠江軍艦和旭海軍艦於高雄左營海軍基地舉行成軍典禮。
2014年10月10號，海研五號於澎湖發生船難意外後，鄱江軍艦與成功級巡防艦繼光軍艦、子儀軍艦、大同級遠洋拖船大漢軍艦、海岸巡防署澎湖艦、PP-10020號巡防艇、PP-10038艇、PP-5031艇及RB-03自動扶正艇共同執行救援任務。

## 資料來源
1. ↑   (新闻稿). 中華民國海軍. 2017-06-22  [2021-02-01]. （原始内容存档于2021-03-10） （中文（臺灣））.
2. ↑  . 中華民國總統府. 2000年7月21日  [2023年10月15日]. （原始内容存档于2022年5月12日） （中文）.
3. ↑  喻華德. . ETtoday新聞雲. 2015年5月12日  [2023年10月15日] （中文）.

## 外部連結
- MDC軍武狂人夢-錦江級巡邏艦（页面存档备份，存于）